# Карвиця (Вармінсько-Мазурське воєводство)
Карвиця (пол. Karwica, нім. Kurwien) — село в Польщі, у гміні Руцяне-Нида Піського повіту Вармінсько-Мазурського воєводства.
Населення — 307 осіб (2011).
У 1975-1998 роках село належало до Сувальського воєводства.

## Демографія
Демографічна структура станом на 31 березня 2011 року:
|          | Загалом | Допрацездатний вік | Працездатний вік | Постпрацездатний вік |
| -------- | ------- | ------------------ | ---------------- | -------------------- |
| Чоловіки | 157     | 42                 | 103              | 12                   |
| Жінки    | 150     | 34                 | 88               | 28                   |
| Разом    | 307     | 76                 | 191              | 40                   |